# Babka

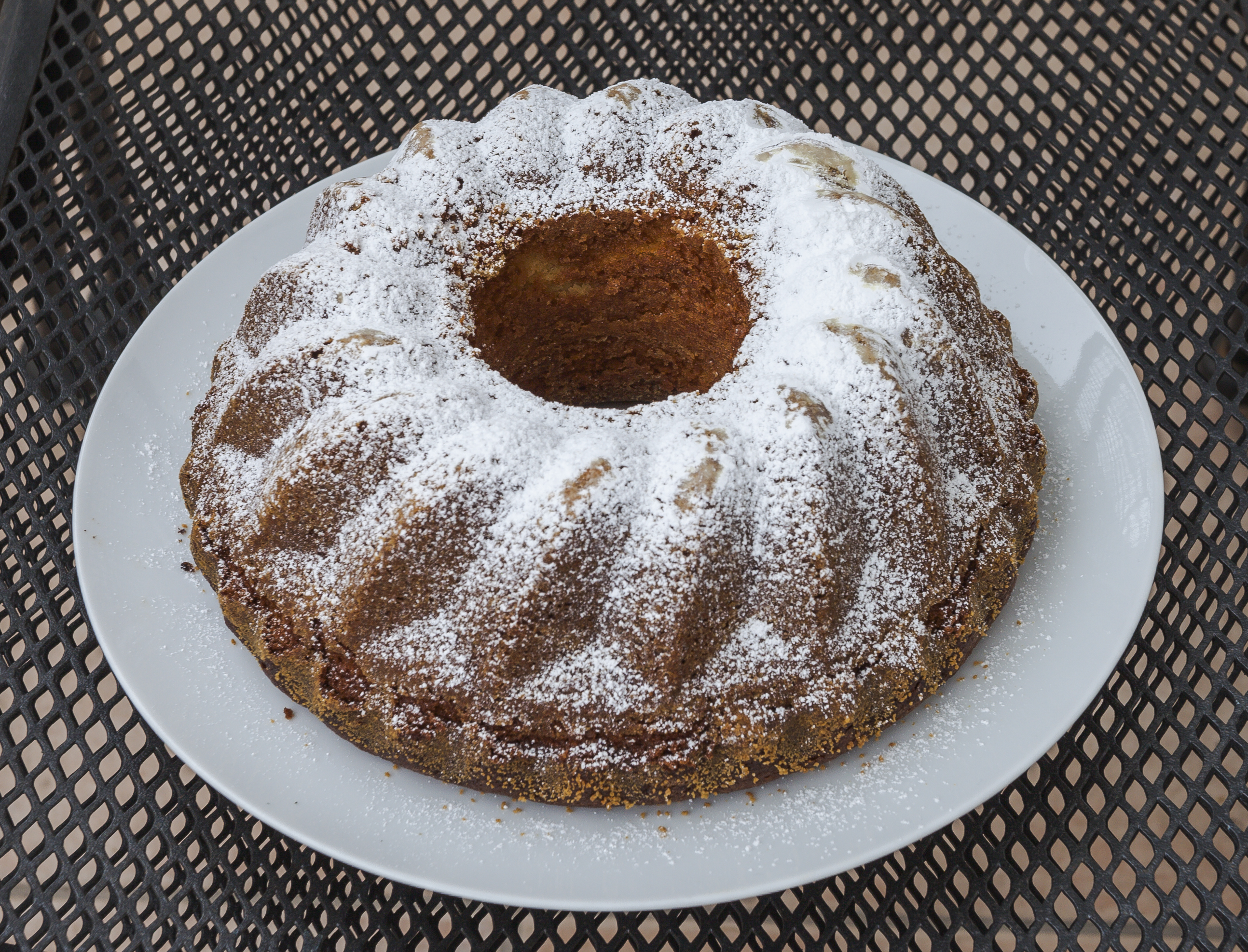
Babka con azúcar.

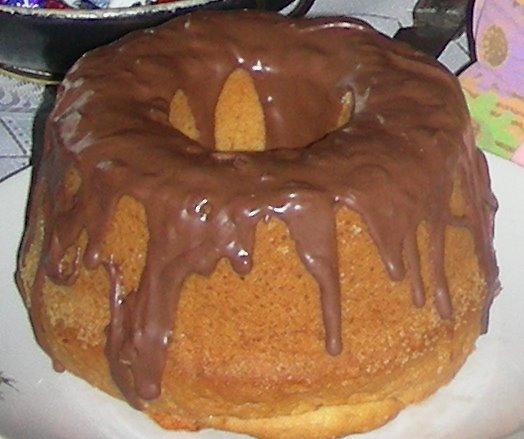
Versión con chocolate.

El babka o bobka, también conocido como baba, es un pastel dulce elaborado con levadura.
Los nombres babka (en ruso бабка) y baba (баба) significan ‘abuela’, y aluden probablemente a la forma del pastel, un cilindro alto, a veces con ondulaciones que recuerdan los pliegues de una falda.

## Europa del Este
Se trata de un pastel esponjoso con levadura que se prepara tradicionalmente para el domingo de Pascua en Polonia, Lituania, Eslovaquia, Bielorrusia, Ucrania y Rusia Occidental. Darra Goldstein, profesor de ruso en el Williams College, afirma que «babka viene de baba, un delicado pastel con levadura muy alto pero sabroso que se consume en Rusia occidental y Polonia oriental.» El babka tradicional tiene algún tipo de relleno de frutas, especialmente pasas, y se glasea con un escarchado con sabor a fruta, añadiéndosele a veces ron. Los babkas modernos pueden ser de chocolate o estar rellenos de queso.

## Versión judía
Otra versión de babka está relacionada con la tradición judía del este de Europa. Esta versión se elabora a partir de una tira de masa con levadura doble y trenzada y suele cocinarse en un molde de repostería alto. En lugar del relleno de fruta la masa contiene canela o chocolate. Suele cubrirse con streusel. Un pastel parecido denominado kokosh también es popular en las pastelerías judías. El kokosh también se elabora con chocolate y canela, pero es más bajo y largo que el babka, y no se trenza ni se cubre con streusel.
Además de la variedad para postre, también existe una versión tradicional judía del Este de Europa preparada durante el Pésaj a modo de pan. Generalmente este tipo no es dulce y se prepara a partir de matzá triturado con agua, huevo y sal. Algunos judíos polacos llaman a los panqueques con estos ingredientes bubbeleh, nombre similar a babka.

## Bielorrusia y Lituania

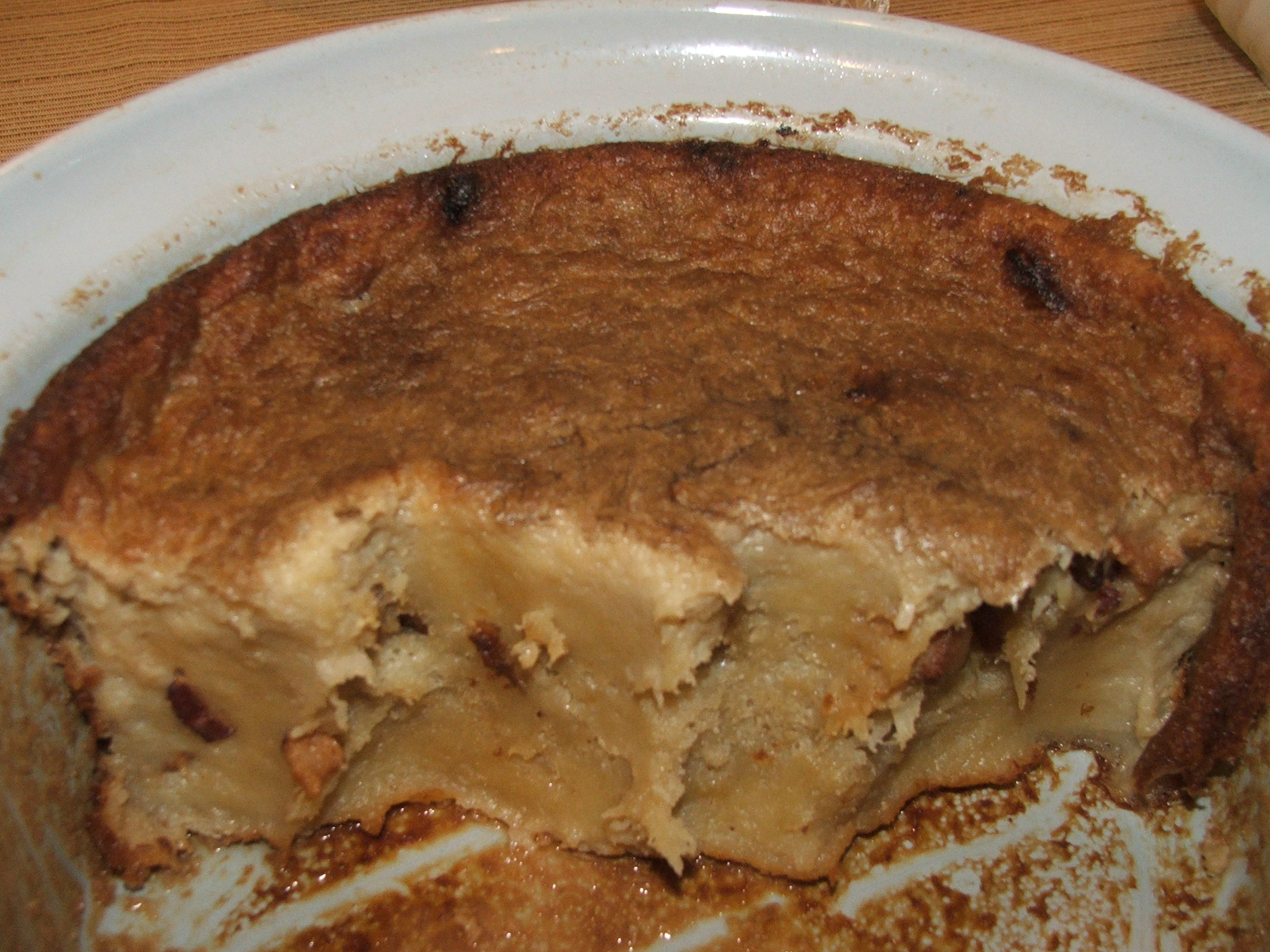
Babka bielorruso.

Babka es también el nombre de un plato salado, especialmente popular en Bielorrusia y Lituania, donde se le llama bulvių plokštainis. Se elabora con patata rallada, huevo, cebolla y panceta ahumada. Se cocina en un cacharro de barro y a menudo se sirve con una salsa de crema agria y tiras de tocino de cerdo. Dependiendo de la receta y el método de cocción puede ser un pastel de papa escamoso o un contundente pudín.